# Całkowanie przez podstawienie
Całkowanie przez podstawienie – jedna z metod obliczania zamkniętych form całek.

## Opis metody
Jeśli:
- Funkcja {\displaystyle \psi (x)} jest różniczkowalna w {\displaystyle D}
- {\displaystyle I=\psi (D)} jest przedziałem
- Funkcja {\displaystyle g(x)} ma funkcję pierwotną w przedziale {\displaystyle I,} tzn. {\displaystyle G'(t)=g(t)} dla {\displaystyle t} należących do {\displaystyle I}
- {\displaystyle f(x)=g(\psi (x))\cdot \psi '(x),x\in D}

to funkcja {\displaystyle f} jest całkowalna w {\displaystyle D} oraz:
{\displaystyle \int f(x)dx=\int g(\psi (x))\cdot \psi '(x)dx=G(\psi (x))+C}
Równoważnie, jeśli całkę można sprowadzić do postaci:
{\displaystyle \int f(g(x))g'(x)dx,}
to można zmienić podstawę całkowania na {\displaystyle g(x){:}}
{\displaystyle \int f(g(x))dg(x).}
W przypadku obliczania całek oznaczonych poprzez podstawienie zmianie ulegają granice całkowania. W takim przypadku twierdzenie o całkowaniu przez podstawienie wygląda następująco:
Założenia:
- Funkcja {\displaystyle f} jest całkowalna w swej dziedzinie.
- Funkcja {\displaystyle g} określona na przedziale {\displaystyle [a;b]} jest różniczkowalna w sposób ciągły.
- {\displaystyle g'(x)\neq 0} dla każdego {\displaystyle x} z przedziału {\displaystyle (a;b).}
- Obraz funkcji {\displaystyle g} zawiera się w dziedzinie funkcji {\displaystyle f.}

Wówczas:
{\displaystyle \int \limits _{g(a)}^{g(b)}f(x)dx=\int \limits _{a}^{b}f(g(t))\cdot g'(t)dt}

## Przykłady
- Obliczając całkę {\displaystyle \int {\frac {\ln(x)}{x}}dx,} zastosować można podstawienie {\displaystyle \ln(x)=t,} tzn. {\displaystyle {\tfrac {dx}{x}}=dt,} więc:

{\displaystyle \int {\frac {\ln(x)}{x}}dx=\int t\ dt={\tfrac {1}{2}}t^{2}+C={\tfrac {1}{2}}\ln ^{2}(x)+C.}
- Przykład zastosowania metody całkowania przez podstawienie z pominięciem pomocniczej zmiennej:

{\displaystyle \int \sin(2x+3)dx={\frac {1}{2}}\int \sin(2x+3)\cdot 2dx={\frac {1}{2}}\int \sin(2x+3)\cdot d(2x+3)=-{\frac {1}{2}}\cos(2x+3)+C.}

## Przydatne podstawienia

### Całkowanie funkcji trygonometrycznych
Całkując funkcje wymierne funkcji trygonometrycznych (czyli funkcje postaci {\displaystyle R(\sin x,\cos x)}) stosuje się podstawienia pozwalające na wyeliminowanie ich z obliczeń:
- W ogólności stosować można zawsze tzw. podstawienie uniwersalne {\displaystyle t=\operatorname {tg} {\frac {x}{2}}.} Jeżeli jednak funkcja spełnia jeden z podanych niżej warunków, wygodniej jest stosować podstawienie z nim związane.
- Jeśli funkcja jest nieparzysta ze względu na sinus {\displaystyle (R(-\sin x,\cos x)=-R(\sin x,\cos x)),} stosuje się podstawienie {\displaystyle t=\cos x}
- Jeśli funkcja jest nieparzysta ze względu na cosinus {\displaystyle (R(\sin x,-\cos x)=-R(\sin x,\cos x)),} stosuje się podstawienie {\displaystyle t=\sin x}
- Jeśli funkcja jest parzysta ze względu na sinus i cosinus równocześnie {\displaystyle (R(-\sin x,-\cos x)=R(\sin x,\cos x)),} stosuje się podstawienie {\displaystyle t=\operatorname {tg} x}

Za pomocą jedynki trygonometrycznej oraz innych tożsamości trygonometrycznych można wyprowadzić czynniki zastępujące funkcje trygonometryczne, w szczególności w przypadku podstawienia uniwersalnego:
{\displaystyle t=\operatorname {tg} {\frac {x}{2}}}
{\displaystyle {\frac {x}{2}}=\operatorname {arctg} t}
{\displaystyle dx={\frac {2}{1+t^{2}}}dt}
zachodzi:
{\displaystyle \sin x={\frac {2\sin {\frac {x}{2}}\cos {\frac {x}{2}}}{\sin ^{2}{\frac {x}{2}}+\cos ^{2}{\frac {x}{2}}}}={\frac {2{\frac {\sin {\frac {x}{2}}}{\cos {\frac {x}{2}}}}}{{\frac {\sin ^{2}{\frac {x}{2}}}{\cos ^{2}{\frac {x}{2}}}}+1}}={\frac {2t}{t^{2}+1}}}
{\displaystyle \cos x={\frac {\cos ^{2}{\frac {x}{2}}-\sin ^{2}{\frac {x}{2}}}{\cos ^{2}{\frac {x}{2}}+\sin ^{2}{\frac {x}{2}}}}={\frac {1-{\frac {\sin ^{2}{\frac {x}{2}}}{\cos ^{2}{\frac {x}{2}}}}}{1+{\frac {\sin ^{2}{\frac {x}{2}}}{\cos ^{2}{\frac {x}{2}}}}}}={\frac {1-t^{2}}{1+t^{2}}}}
W przypadku podstawienia {\displaystyle t=\operatorname {tg} x} mamy dla funkcji postaci {\displaystyle R(\sin ^{2}x,\cos ^{2}x,\sin x\cos x){:}}
{\displaystyle x=\operatorname {arctg} t,} {\displaystyle dx={\frac {dt}{1+t^{2}}}}
{\displaystyle \sin ^{2}x={\frac {\sin ^{2}x}{\sin ^{2}x+\cos ^{2}x}}\cdot {\frac {\cos ^{2}x}{\cos ^{2}x}}={\frac {t^{2}}{t^{2}+1}}}
{\displaystyle \cos ^{2}x={\frac {\cos ^{2}x}{\sin ^{2}x+\cos ^{2}x}}\cdot {\frac {\cos ^{2}x}{\cos ^{2}x}}={\frac {1}{t^{2}+1}}}
{\displaystyle \sin x\cos x={\frac {\sin x\cos x}{\sin ^{2}x+\cos ^{2}x}}\cdot {\frac {\cos ^{2}x}{\cos ^{2}x}}={\frac {t}{t^{2}+1}}}

#### Przykłady
Przykład zastosowania podstawienia uniwersalnego:
{\displaystyle \int {\frac {dx}{1+\sin x+\cos x}}=\int {\frac {{\frac {2}{1+t^{2}}}dt}{1+{\frac {2t}{t^{2}+1}}+{\frac {1-t^{2}}{1+t^{2}}}}}=\int {\frac {2dt}{1+t^{2}+2t+1-t^{2}}}=}
{\displaystyle =\int {\frac {dt}{t+1}}=\ln |t+1|+C=\ln |\operatorname {tg} {\frac {x}{2}}+1|+C}

### Podstawienia Eulera
Podstawienia Eulera stosuje się przy obliczaniu całek funkcji postaci {\displaystyle R({\sqrt {ax^{2}+bx+c}},x),} gdzie R jest funkcją wymierną.

#### I podstawienie Eulera
I podstawienie można stosować, gdy a>0. Przyjmuje się wtedy: {\displaystyle {\sqrt {ax^{2}+bx+c}}=t-{\sqrt {a}}\;x.} Wobec tego otrzymuje się:
{\displaystyle ax^{2}+bx+c=ax^{2}-2{\sqrt {a}}\;x\;t+t^{2}\implies x(b+2{\sqrt {a}}\;t)=t^{2}-c\implies x={\frac {t^{2}-c}{b+2{\sqrt {a}}\;t}},}
{\displaystyle dx={\frac {2t(b+2{\sqrt {a}}\;t)-2{\sqrt {a}}\;(t^{2}-c)}{(b+2{\sqrt {a}}\;t)^{2}}}dt.}
Zgodnie z przyjętym podstawieniem zachodzi: {\displaystyle {\sqrt {ax^{2}+bx+c}}={\sqrt {a}}\;{\frac {c-t^{2}}{b+2{\sqrt {a}}\;t}}+t.}

#### II podstawienie Eulera
II podstawienie można stosować, gdy c>0. Przyjmuje się wtedy:
{\displaystyle {\sqrt {ax^{2}+bx+c}}=xt+{\sqrt {c}}.}
Zachodzi:
{\displaystyle ax^{2}+bx+c=x^{2}t^{2}+2{\sqrt {c}}xt+c\implies ax+b=xt^{2}+2{\sqrt {c}}t\implies x(a-t^{2})=2{\sqrt {c}}t-b\implies x={\frac {2{\sqrt {c}}t-b}{a-t^{2}}},}
{\displaystyle dx={\frac {2{\sqrt {c}}(a-t^{2})+2t(2{\sqrt {c}}t-b)}{(a-t^{2})^{2}}}dt.}
Zgodnie z przyjętym podstawieniem otrzymuje się: {\displaystyle {\sqrt {ax^{2}+bx+c}}={\frac {2{\sqrt {c}}t^{2}-bt}{a-t^{2}}}+{\sqrt {c}}.}
Drugie podstawienie Eulera można zapisać następująco:
{\displaystyle {\sqrt {ax^{2}+bx+c}}=(x-\alpha )t-{\sqrt {\lambda }}.}
Wtedy gdy {\displaystyle (a>0)\vee (b^{2}-4ac>0),} to da się tak dobrać {\displaystyle \alpha ,} aby {\displaystyle \lambda >0.}

#### III podstawienie Eulera
III podstawienie można stosować, gdy istnieją dwa różne pierwiastki rzeczywiste x0, x1 trójmianu {\displaystyle ax^{2}+bx+c.} Przyjmuje się wtedy:
{\displaystyle {\sqrt {ax^{2}+bx+c}}={\sqrt {a(x-x_{0})(x-x_{1})}}=t(x-x_{1}).} Stąd:
{\displaystyle (x-x_{1})t^{2}=a(x-x_{0})\implies x(t^{2}-a)=t^{2}x_{1}-ax_{0}\implies x={\frac {t^{2}x_{1}-ax_{0}}{t^{2}-a}},}
{\displaystyle dx={\frac {2ta(x_{0}-x_{1})}{(t^{2}-a)^{2}}}dt.}
Zgodnie z przyjętym podstawieniem zachodzi: {\displaystyle {\sqrt {ax^{2}+bx+c}}=t\left({\frac {t^{2}x_{1}-ax_{0}}{t^{2}-a}}-x_{1}\right).}

### Całkowanie różniczek dwumiennych
Różniczka dwumienna jest to wyrażenie postaci: {\displaystyle x^{m}(a+bx^{n})^{p}dx,} gdzie {\displaystyle a} i {\displaystyle b} są niezerowymi liczbami rzeczywistymi oraz {\displaystyle m,n} i {\displaystyle p} są pewnymi liczbami wymiernymi. Niech ponadto {\displaystyle p={\frac {q}{r}},} gdzie {\displaystyle q,r} są liczbami całkowitymi. Twierdzenie Czebyszewa mówi, iż całkę
{\displaystyle \int x^{m}(a+bx^{n})^{p}~dx}
można wyrazić za pomocą skończonej liczby funkcji elementarnych jedynie w trzech przypadkach:
- gdy {\displaystyle p} jest liczbą całkowitą; przypadek nie wymaga podstawień.
- gdy {\displaystyle {\frac {m+1}{n}}} jest liczbą całkowitą; stosuje się wtedy podstawienie {\displaystyle t={\sqrt[{r}]{a+bx^{n}}}.}
- gdy {\displaystyle {\frac {m+1}{n}}+p} jest liczbą całkowitą; stosuje się podstawienie {\displaystyle t={\sqrt[{r}]{\frac {a+bx^{n}}{x^{n}}}}.}

### Podstawienia trygonometryczne
Poniższe typy całek można sprowadzić do całek funkcji wymiernych, których argumentami są funkcje trygonometryczne, przy pomocy podanych podstawień:
- {\displaystyle \int R(x,{\sqrt {x^{2}+a^{2}}})dx} – podstawiamy {\displaystyle x=a\sinh t} lub {\displaystyle x=a\operatorname {tg} t}
- {\displaystyle \int R(x,{\sqrt {x^{2}-a^{2}}})dx} – podstawiamy {\displaystyle x=a\cosh t} lub {\displaystyle x=a\sec t}
- {\displaystyle \int R(x,{\sqrt {a^{2}-x^{2}}})dx} – podstawiamy {\displaystyle x=a\operatorname {tgh} t} lub {\displaystyle x=a\sin t}

### Inne podstawienia
- Całki typu {\displaystyle \int R(e^{x})dx} obliczamy przez podstawienie {\displaystyle e^{x}=t.} Stąd: {\displaystyle x=\ln {t},\quad dx={\frac {dt}{t}}.}
- Całki typu {\displaystyle \int R\left(x,\left({\frac {ax+b}{cx+d}}\right)^{p_{1}},\left({\frac {ax+b}{cx+d}}\right)^{p_{2}},\dots ,\left({\frac {ax+b}{cx+d}}\right)^{p_{n}}\right)dx,} gdzie p1, p2, ..., pn są liczbami wymiernymi, sprowadzamy do całki funkcji wymiernej podstawiając {\displaystyle {\frac {ax+b}{cx+d}}=t^{k},} gdzie k jest najmniejszą wspólną wielokrotnością liczb p1, p2, ..., pn.